# Incachernes brevipilosus
Incachernes brevipilosus är en spindeldjursart som först beskrevs av Edvard Ellingsen 1910.  Incachernes brevipilosus ingår i släktet Incachernes och familjen blindklokrypare. Inga underarter finns listade i Catalogue of Life.